# Klokot (Bihać)
Pour les articles homonymes, voir Klokot.
Klokot (en cyrillique : Клокот) est un village de Bosnie-Herzégovine. Il est situé sur le territoire de la ville de Bihać, dans le canton d'Una-Sana et dans la fédération de Bosnie-et-Herzégovine. Selon les premiers résultats du recensement bosnien de 2013, il compte 647 habitants.

## Démographie

### Évolution historique de la population
| 1948 | 1953 | 1961 | 1971 | 1981 | 1991 | 2013 |
| ---- | ---- | ---- | ---- | ---- | ---- | ---- |
| -    | -    | 489  | 573  | 630  | 705  | 647  |

|  |

### Communauté locale
En 1991, la communauté locale de Klokot comptait 1 293 habitants, répartis de la manière suivante :